# Rolf Bolwin
Rolf Bolwin (* 5. Juli 1950 in Gelsenkirchen) ist ein deutscher Jurist und war 25 Jahre geschäftsführender Direktor des Deutschen Bühnenvereins und seit 2014 Vorsitzender des europäischen Arbeitgeberverbandes der darstellenden Künste PEARLE.

## Leben
Rolf Bolwin studierte an der Universität Bonn Jura, Politische Wissenschaft und Geschichte und arbeitete zunächst als Rechtsanwalt in Bonn. Von 1982 bis 1991 war er im Justitiariat des Deutschlandfunks in Köln tätig, zuletzt als Leiter der Rechtsabteilung. Zu seinen Spezialgebieten gehörte schon in dieser Zeit das Urheberrecht und das Arbeits- und Tarifrecht.
Vom 1. Januar 1992 bis zum 31. Dezember 2016 war er Geschäftsführender Direktor und Vorstand des Deutschen Bühnenvereins. In dieser Funktion gestaltete Rolf Bolwin auf Arbeitgeberseite die Tarifverträge für das künstlerische Personal der Theater und Orchester wesentlich mit. Er brachte die Reform dieser Tarifverträge sowie der mit dem Verband Deutscher Bühnen- und Medienverlage abgeschlossenen Regelsammlung, die seinerzeit die Aufführungsrechte der Theater regelte (mittlerweile Rahmenvereinbarung Bühne), erfolgreich zum Abschluss. Mit zahlreichen Publikationen beteiligt er sich zudem in den letzten Jahren an der öffentlichen Debatte um die zukünftige Struktur der Staats- und Stadttheater und über kulturpolitische Fragen. Bolwin ist zusammen mit den früheren Präsidenten des Deutschen Bühnenvereins Jürgen Flimm und Klaus Zehelein einer der Initiatoren des Deutschen Theaterpreises DER FAUST. 2014 wurde die künstlerische Vielfalt der deutschen Theater- und Orchesterlandschaft auf sein Betreiben in die deutsche Liste des immateriellen Kulturerbes aufgenommen. Auch auf europäischer Ebene engagiert Bolwin sich für die Kultur, vor allem in der Arbeitgeberorganisation für die Theater und Orchester, PEARLE*, wo er 2014 für zwei Jahre als deren Präsident wiedergewählt wurde. Seit dem 1. Januar 2017 ist Rolf Bolwin im Bereich der Kultur weiter publizistisch, politisch und, auch als Rechtsanwalt, beratend tätig. Zuletzt war er maßgebend beteiligt an der Strukturreform des Badischen Staatstheaters Karlsruhe („Theatermodell Karlsruhe“). Er betreibt mit stadtpunkt kultur das Büro für Kultur und die Künste und ist Mitglied der Deutschen Akademie der Darstellenden Künste und des Internationalen Theaterinstituts. Zudem ist er Herausgeber des im Decker-Verlag erschienenen Kommentars zum Bühnen- und Orchesterrecht und hat verschiedene Lehraufträge.
2020 erhielt Rolf Bolwin wegen seiner Verdienste für die deutsche Theater- und Orchesterlandschaft das Bundesverdienstkreuz am Bande.

## Ehrenamtliche Tätigkeiten
- Vorsitz des Beirates der Künstlersozialkasse für die Verwerterseite (2009 bis 2020)
- Mitglied im Kammerrat der Bayerischen Versorgungskammer
- Mitglied des Verwaltungsrats und des Arbeitsausschusses der Versorgungsanstalt der deutschen Bühnen und der Versorgungsanstalt der deutschen Kulturorchester
- Mitglied des Leitenden Ausschusses für den Executive Master in Arts Administration der Universität Zürich (bis 2021).